# Erlensee
Erlensee – miejscowość i gmina w Niemczech, w kraju związkowym Hesja, w rejencji Darmstadt, w powiecie Main-Kinzig.

## Współpraca
Miejscowości partnerskie:
- Biggleswade, Wielka Brytania
- Wusterwitz, Brandenburgia